# Adigrat
Adigrat es una ciudad del norte de Etiopía, emplazada cerca de la frontera con Eritrea, en la Región Tigray. 

## Ubicación
Está ubicada a una altitud de 2.457 m s. n. m. en el woreda Ganta Afeshum, en la Zona Misraqawi, a lo largo de la Carretera n° 1 a unos 39 km de la frontera con Eritrea, a 117 km al norte Mekele la capital de la región Tigray y a 872 km de la Adís Abeba, la capital del país.

## Descripción
Es la última ciudad importante antes de la frontera con Eritrea, y es considerada la puerta de entrada para Eritrea y el Mar Rojo. Es además, la sede de la mayor farmacéutica de Etiopía, Addis Pharmaceuticals Factory SC, creada en 1992.
Adigrat, era la capital de la antigua provincia de Agame, y conserva vestigios de su rico pasado aristocrático. En la ciudad existen restos de dos castillos, uno de Zemene Mesafint del siglo XVIII, y el otro propiedad de Aregawi Ras Sebhat.

## Demografía
De acuerdo a la Agencia Central de Estadística en 2005, Adigrat tenía una población total estimada de 65.237 personas, de los cuales 32.586 eran hombres y 32.651 mujeres. Según otra estimación de 2004 la población ascendería a 84.769 personas El censo de 1994 informó de que había una población total de 37.417 de los cuales 17.352 eran hombres y 20.065 mujeres.